# كسوف الشمس في 22 مايو 1724
كسوف الشمس في 22 مايو 1724 هو كسوف كلي للشمس حدث في أيرلندا وبريطانيا العظمى عند غروب الشمس، من الشمال الغربي إلى المسار الجنوبي الشرقي، من غالواي إلى جنوب ويلز وديفون في الغرب، شرقا إلى هامبشاير وساسكس، لكنه مر إلى الجنوب من لندن.

## الكسوفات ذات الصلة
كان جزءا من ساروس الشمسي 133

## روابط خارجية
- رسومات غرافيك من ناسا
- خرائط غوغل نسخة محفوظة 18 أبريل 2014 على موقع واي باك مشين.
- عناصر من ناسا بيسيليان